# Rafael Sender
Rafael Sender (nacido en 1950) es un escritor español. Estudió filosofía en la Universidad de Barcelona, donde  ha vivido desde la edad de tres. Ha residido gran parte de su vida en Perú, trabajando allí como periodista, profesor, y director del Centro Cultural de España en Lima. 
Obras
Inicio sus publicaciones a temprana edad con la obra Jolly Rogers (Cuadernos Ínfimos 30), se dio a conocer en las letras españolas con la novela Tendrás oro y oro (1985), a la que siguieron El muerto que fuma (1988) y La vida irónica (1992). Es autor además del volumen Lima de la colección Las Ciudades, de Destino, y del volumen de relatos El amigo de los maridos y otros cuentos (2001), así como Tendrás Oro y Oro, que fue nominado al Premio Herralde.